# Verums socken
Verums socken i Skåne ingick i Västra Göinge härad, ingår sedan 1974 i Hässleholms kommun och motsvarar från 2016 Verums distrikt.
Socknens areal är 77,66 kvadratkilometer varav 74,61 land.   År 2000 fanns här 527 invånare. Kyrkbyn Verum med sockenkyrkan Verums kyrka ligger i socknen.

## Administrativ historik
Socknen har medeltida ursprung. 
Vid kommunreformen 1862 övergick socknens ansvar för de kyrkliga frågorna till Verums församling och för de borgerliga frågorna bildades Verums landskommun. Landskommunen uppgick 1952 i Vittsjö landskommun som upplöstes 1974 då denna del uppgick i Hässleholms kommun.
1 januari 2016 inrättades distriktet Verum, med samma omfattning som församlingen hade 1999/2000. 
Socknen har tillhört län, fögderier, tingslag och domsagor enligt vad som beskrivs i artikeln Västra Göinge härad. De indelta soldaterna tillhörde Norra skånska infanteriregementet, Västra Göinge kompani och Skånska husarregementet, Liv skvadronen, livkompaniet.

## Geografi
Verums socken ligger norr om Hässleholm med kring Verumsån och Helge å med Skeingesjön i öster och Vittsjön i väster. Socknen är en småkuperad mossrik skogsbygd med inslag av odlingsbygd. I sydost ligger våtmarksområdet Åbuamossen.

## Fornlämningar
Från stenåldern har boplatser påträffats.

## Namnet
Namnet skrevs på 1160-talet Vuerem och kommer från kyrkbyn. Efterleden är hem, 'boplats, gård'. Förleden innehåller möjligen ett äldre namn på Verumsån, Wär(a) med flertydig innebörd..